# Steffen Ahrens
Steffen Ahrens (geboren 27. Juni 1962 in Rostock) ist ein deutscher Bildhauer, Steinmetz und Bronzegießer.

## Leben und Werk
Steffen Ahrens ist der Sohn eines Architekten. Nach Elektrikerlehre und Grundwehrdienst bei der NVA absolvierte er 1985 bis 1987 eine Steinmetzlehre in der Bronzegießerei der Denkmalpflege Magdeburg, wo er auch erste Erfahrungen mit dem Bronzeguss machte. Von 1987 bis 1995 war er Student und Meisterschüler beim Bildhauer Bernd Göbel an der Burg Giebichenstein – Hochschule für Kunst und Design Halle. 1996 bis 1997 war er Leiter der Bronzegießerei der Burg Giebichenstein und von 1997 bis 2002 Assistent bei Bernd Göbel. Seit 2002 lebt und arbeitet Steffen Ahrens als freiberuflicher Bildhauer und Bronzegießer auf einem historischen Bauernhof in Salzatal, Ortsteil Rumpin. Zu seinen Vorbildern zählt er Aristide Maillol und Auguste Rodin als auch Wilhelm Lehmbruck. Er ist mit der Grafikerin Grit Berkner verheiratet und hat fünf Kinder.

## Auszeichnungen
- 1996: Förderpreis der Deutschen Telekom Sachsen-Anhalt

## Ausstellungen
- 1996: Galerie Marktschlösschen in Halle
- 1996: Kulturhistorisches Museum Magdeburg
- 2002: Landtag von Sachsen-Anhalt
- 2002: Galerie Jakob in Halle
- 2006: Domgalerie in Merseburg
- 2011: Galerie Himmelreich in Magdeburg
- 2012: Kulturzentrum in Miesbach, mit Bernd Göbel und Marcus Golter
- 2013: Kloster Michaelstein
- 2013: Kunstscheune Barnstorf, mit Günther Rechn und Jürgen Leippert

## Symposien
- Steinsymposien in Aschersleben, Schönebeck (Elbe), Merseburg, Reichenbach
- Holzsymposien in Markkleeberg, Erlbach – Eubrunn
- „Bronzeguss 7×7 Künstler, 7 Themen“, Kunstprojekt der Wartburgstiftung
- Glasmalerei-Colloquium zur Architekturgebundenen Glasmalerei in der St. Johanneskirche in Schraplau

## Arbeiten im öffentlichen Raum
- Der Gedanke (1995) am Grauen Hof in Aschersleben
- Rathaus in Miltenberg
- Bogen Nr. 14 (2000) des Stadtgottesackers in Halle; weitere Bögen von Marcus Golter, Martin Roedel, Maya Graber, Bernd Göbel und Dirk Brüggeman[1][2]
- Stadtsparkasse in Magdeburg
- Die Durstigen tränken u. a. (2007) im Burghof der Wartburg in Eisenach
- Neues Rathaus in Leipzig
- Kauernde (2002) im Elbufer-Kurpark Bad Salzelmen in Schönebeck (Elbe)
- Erdmutter (2004) am Krummen Tor in Merseburg
- „Hospitalstiftung St. Cyriaci et Antonii“ in Halle
- Schloss Zörbig
- Der Schauende (2020) in der Fußgängerzone zur MDR-Hörfunkzentrale in Halle
- Schütz-Novalis-Stadtbank (2022; mit Grit Berkner) an der Marienkirche in Weißenfels[3]

## Galerie

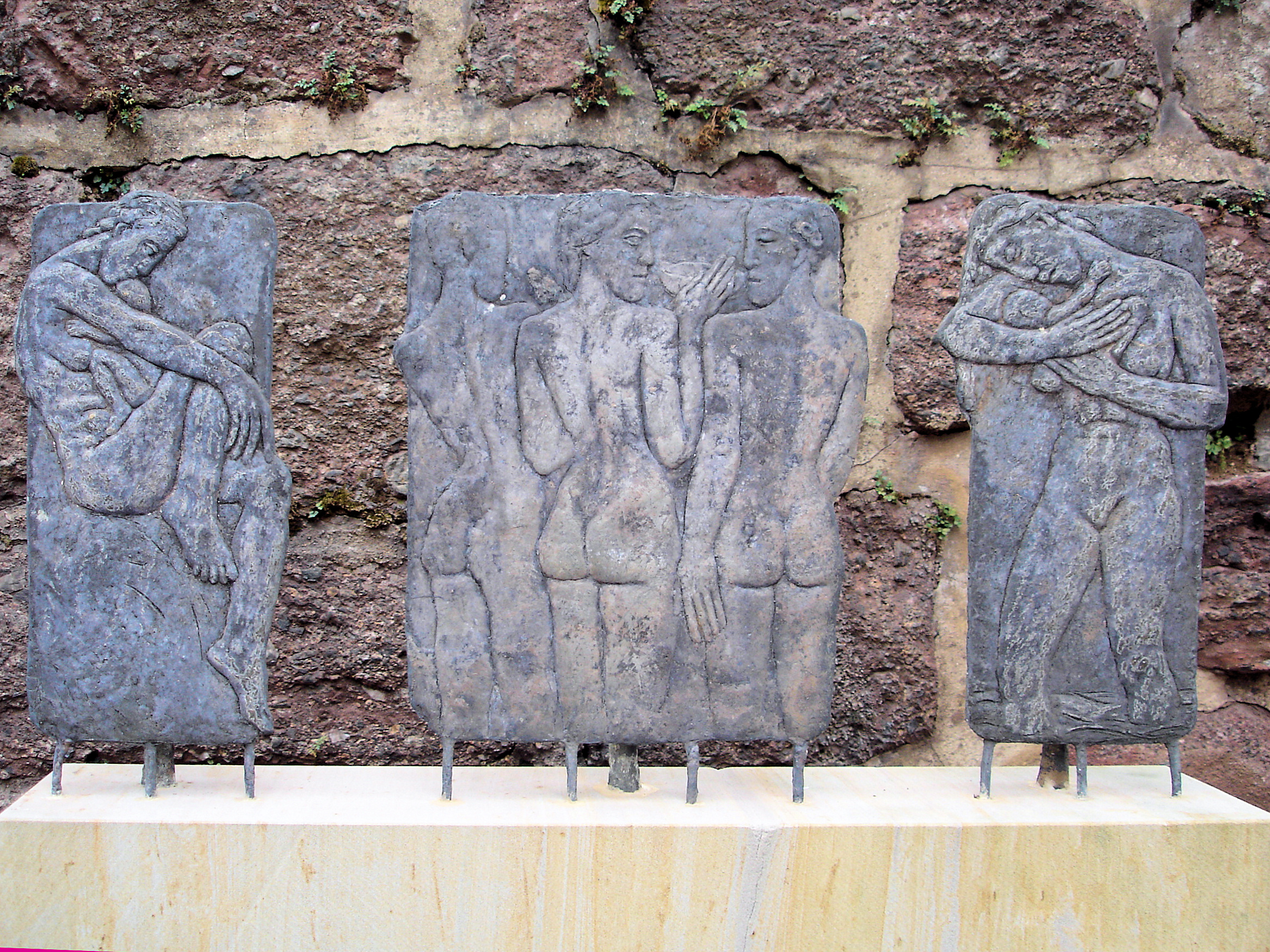
Die Durstigen tränken (2007), Teil einer siebenteiligen Reihe zum 800. Geburtstag der Heiligen Elisabeth von Thüringen, auf der Wartburg in Eisenach
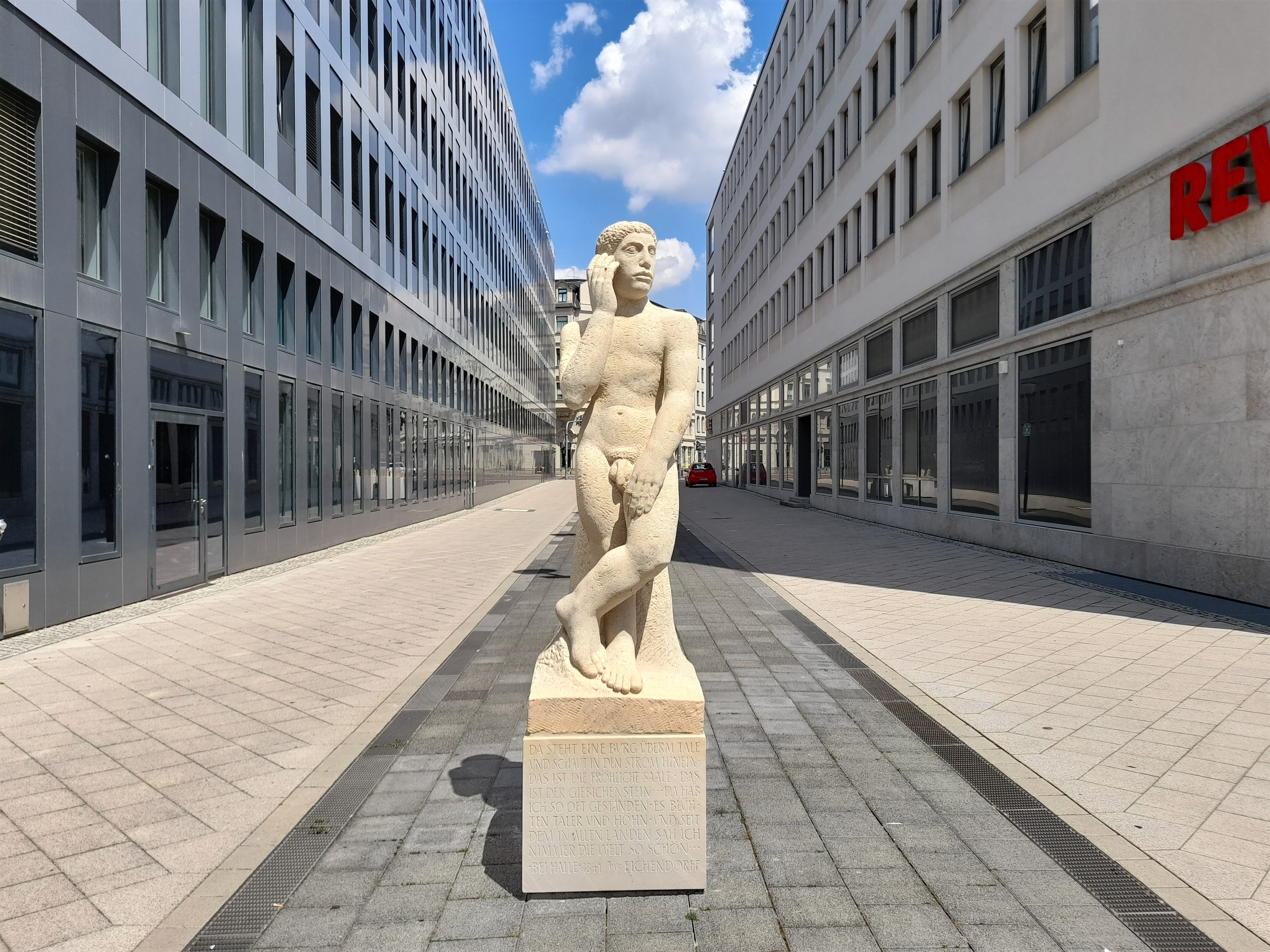
Der Schauende (2020), eine Interpretation des bekannten Halle-Gedichts von Joseph von Eichendorff, Fußgängerzone zur MDR-Hörfunkzentrale in Halle (Saale)